# 永雄策郎
永雄 策郎（ながお さくろう、1884年（明治17年）1月28日 - 1960年（昭和35年）2月10日）は、日本の経済学者。東亜経済調査局主事、拓殖大学教授、近畿大学教授、富士短期大学大世学院教授。専門は植民政策学。東京帝国大学経済学博士。
主に大正期から戦後復興期にかけて活動を展開した。京都府竹野郡の名士の家に生まれ、第五高等学校を経て東京帝国大学法科大学を卒業。出版社への短期間の勤務を挟み、大学時代の縁で満鉄の東亜経済調査局に入ると、後に主事となりこれを運営する側に立った。この際、高校時代から関わりのあった大川周明を採用させたことが、結果として歴史的に重要な意義を持つ。
それからは審査役の身分で大連の満鉄本社へ渡り、当地の教育機関において植民政策の講師を務める。こうして教育の道を歩み始め、数年後に「植民地鐵道の世界經濟的及世界政策的研究乃至植民地鐡道の外的研究」を発表して東京帝国大学より経済学博士の学位を取得。専門分野と縁深い拓殖大学の教授へと転身を果たし、学問として発達段階にあった植民政策学の隆興に関わった。
東京帝国大学経済学部の内紛により、植民政策の講座を担当していた矢内原忠雄が辞職した際は、この後を襲って母校の教壇に立った。しかし、立て続けに起きた平賀粛学では河合栄治郎を擁護する側に立ったため、1年あまりで講師の職を辞すこととなる。間もなく第二次世界大戦に突入すると、自らの信念に立って大東亜共栄圏の構想を推し進めた。
戦後は永雄の活動がGHQから問題視され、早々に公職追放の対象となる。これを受けて大学を辞職し、5年近くにわたって不遇をかこったが、それでも意欲を失うことはなく、多くの時間が生まれたことを利用してフィヒテの著作である『ドイツ国民に告ぐ』の訳注作業を始めた。そしてこれを法政大学出版局、次いで講談社から刊行し、10年がかりで研究の成果を生み出した。富士短期大学にて教授へ就任し、追放が解除されると、立正大学の講師や近畿大学の教授に招かれた。
個人的な信条としては、戦後社会が日本国憲法の下にあることに対する憂国の至情が募り、日本憲法確立同盟を結成。保守派の論客としての活動を始め、紀元節の復活などを主張した。だが、その思いが達成されることはないまま、数年後に76年の生涯を閉じた。

## 生涯

### 青年期まで

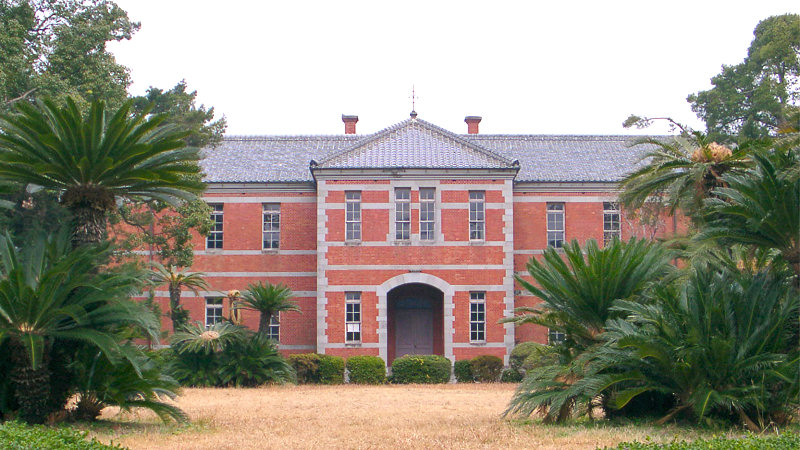
熊本大学五高記念館（第五高等中学校本館）

1884年（明治17年）1月28日、永雄文右衛門・すゑ子（旧姓・多根）夫妻の三男として京都府に生まれる。原籍を京都府竹野郡下宇川村字中浜に置く。明治維新前後の下宇川村は農業と漁業で生計を立てる者が多数を占めたが、永雄家は醸酒を世業とし、この地域の豪商として知られていた。父の文右衛門は二度にわたって村長を務めている。
1898年（明治31年）、京都市の英漢塾へ入り、1900年（明治33年）には大阪府第三中学校に編入学した。1903年（明治36年）、熊本県の第五高等学校へ進む。同校には1つ年下の弟である節郎も通い、夏季休暇中は毎年帰省して宮津湾の近くで過ごした。同級生には大川周明、高田保馬、松村武雄、赤松智城、清原貞雄らがいた。とりわけ大川とは懇意であり、1906年（明治39年）に彼の主導で行われた五高ストライキ事件へ加わったこともある。1907年（明治40年）7月、第五高等学校を卒業し、それから間もなく東京帝国大学法科大学政治学科に入学。

### 東亜経済調査局時代
1911年（明治44年）7月11日東京帝国大学法科大学政治学科卒業。1913年（大正2年）4月東京経済雑誌社入社。同年秋頃、母校の恩師である高野岩三郎から満鉄の東亜経済調査局を主宰していた松岡均平に紹介されて採用された。1914年（大正3年）10月東京経済雑誌社退職、1915年（大正4年）4月満鉄入社。その頃の東亜経済調査局の局員は10名程度しかおらず、ベルリン留学の経験がある市川代治、岡上守道らが配置されていた。1916年（大正5年）嘱託から職員となった。このあと満鉄に嘱託採用される大川周明は、永雄と五高以来の知己であり、東京帝国大学で宗教学を学び、インド独立運動への見識を買われての抜擢だった。
1917年（大正6年）2月10日付けで外務省、大蔵省、農商務省、逓信省（官報掲載順）にそれぞれ臨時の調査部門がおかれ、永雄と大川は満鉄を退職して臨時産業調査局（農商務省）へ派遣された。またこの年永雄は、ロックフェラー財団から添田壽一などの名の知れた学者へ依頼された「欧州大戦後の日本の経済事情調査報告」の原稿を書き上げた。2人は1919年（大正8年）8月復職した。
同年11月分掌規程の改正に伴い、主事兼資料課長に任命され、1923年（大正12年）4月まで続けた。。後任の主事は、宮内省での勤務が長い栗原広太という人物だった。1920年（大正9年）1月には日本銀行調査局長・田中鉄三郎および神戸高等商業学校教授・瀧谷善一と協議の上、全国経済調査機関連合会を設立し、東亜経済調査局がその理事長機関を務めることとなった。
1922年（大正11年）5月8日から翌年7月19日まで、「欧米諸国に於ける経済調査機関の組織研究及び殖民政策の研究」を目的に、フランス、ドイツ、イギリス、アメリカ合衆国に出張。その知見を全国経済調査機関連合会で講演した。かつての東亜経済調査局にいたカール・チース、オットー・ウィードフェルドの名前を出すことで各地で歓待を受け、ドイツでは同じく元局員のフリードリヒ・ハックが、フランスでは三菱の現地社員が通訳を行った。

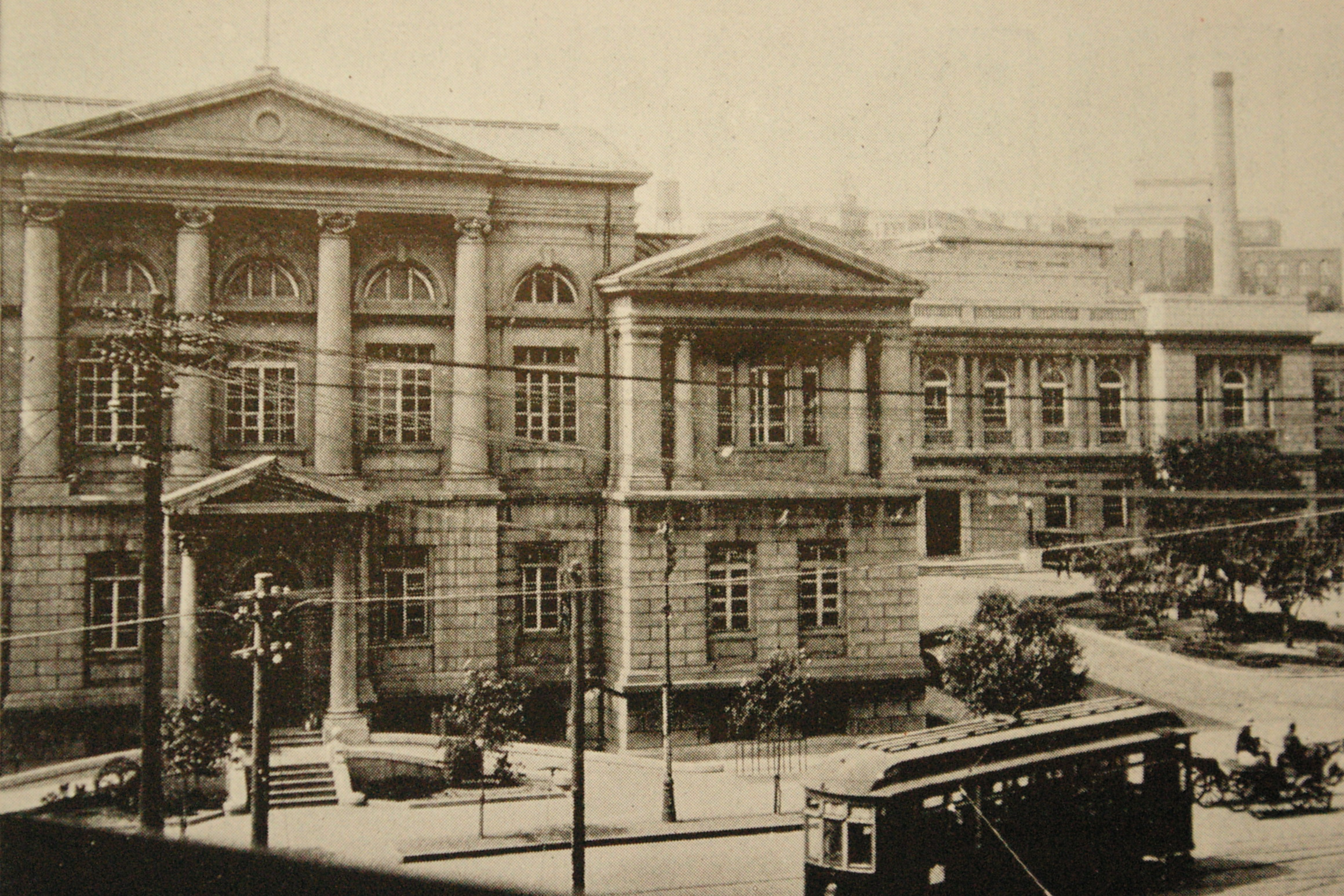
大連の南満州鉄道本社

1926年（大正15年）7月審査役を命じられ、大連転勤。この時期に植民地と鉄道の関係性について研究、『経済資料』第14巻第4号（1928年4月）から第14巻第5号（1928年5月）に掲載された。それを1928年（昭和3年）7月学位論文として東京帝国大学経済学部に提出。1930年（昭和5年）8月1日に経済学博士の学位が文部大臣より認可された。さらに当時の学位令第7条に基づき、日本評論社から印刷公表した。

### 拓殖大学時代

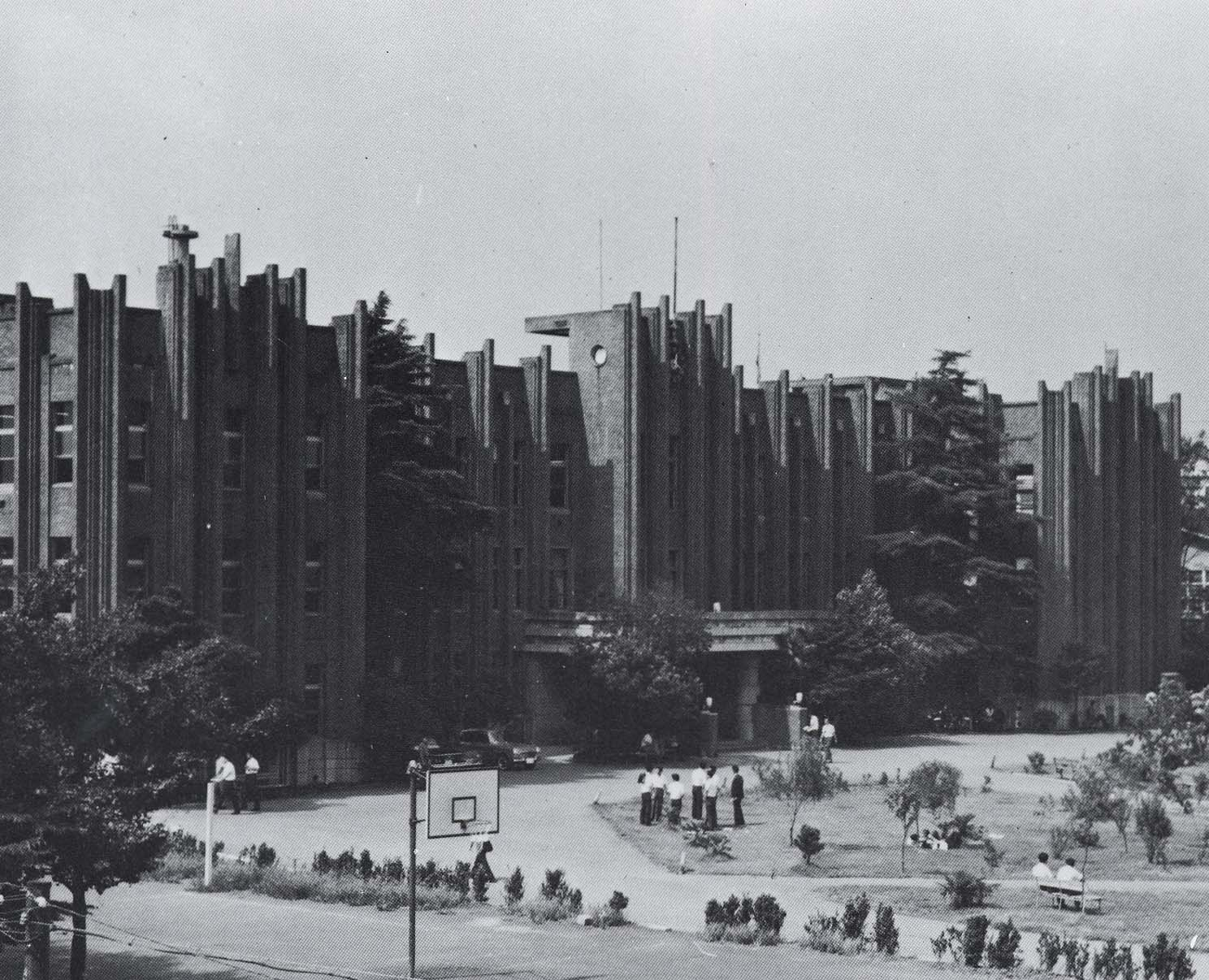
戦前の拓殖大学本館

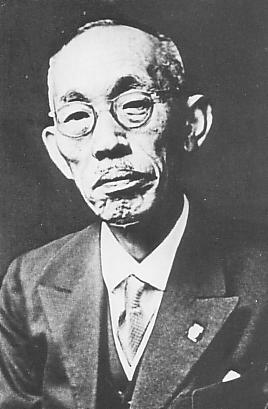
平賀譲

1931年（昭和6年）4月、拓殖大学講師になり、「植民史」の講義を担当する。この転身により、同年6月に長年勤めた満鉄を退職した。1933年（昭和8年）4月、同大学教授に昇任し、併せて「国際経済論」も受け持った。1934年（昭和9年）、満州国大同学院において「日満関係の根本問題」を講義した。1935年（昭和10年）には、4月頃に拓殖大学亜細亜研究会の会長、10月に満州移住協会の理事へそれぞれ就任。1936年（昭和11年）6月、陸軍経理学校の嘱託として植民政策を講じる。1937年（昭和12年）4月からは宇都宮高等農林学校講師を兼務する。同年5月、満州移住協会常務理事へ昇格して満蒙開拓と移住の事業に力を注ぎ、11月9日に至って拓殖大学満州農業移民研究会を発足させ自ら会長に就いた。この団体の顧問には、拓殖大学専務理事・大蔵公望、同教授・青山楚一を据え、学外からは満蒙開拓青少年義勇軍・日本国民高等学校校長の加藤完治や京都帝国大学教授の橋本傳左衛門を招いた。こうして挙行された発会式には、大学の全学生が参加したらしい。この行事を伝える大学新聞の記事リード文には、「多年の宿望、必須の農学部建設の第一歩とも言うべき本会」と記されている。また、同研究会における講義の記録と寄稿を編集して1938年（昭和13年）9月に地人書館より出版した『滿洲農業移民十講』は、直後の10月に再刊されている。これは、植民政策の分野が高まりを見せていた影響で、教材として購求されたという分析がある。
1937年（昭和12年）12月、東京帝国大学経済学部の教授として植民政策の講義を行っていた矢内原忠雄が、『中央公論』に寄せた論文を発端とする矢内原事件によって依願免官を余儀なくされた。この結果欠員が生じたため、急遽永雄が代役の講師を委嘱される。非常勤ながら翌1938年度にこれを引き続き務めたものの、その後も治安維持法違反の疑いで検挙された大内兵衛や、自由主義思想家を自認していたが故に学内外から攻撃を受けた河合栄治郎らの処分問題が発生し、学部内の混乱は一向に収まる気配を見せなかった。このように教授会が自治能力を失っている中で、同年末に東大総長へ選出された平賀譲は1939年（昭和14年）の年明け早々に騒動への介入を決める。それは文官分限令第11条第1項第4号に基づき、派閥対立の関係にあった河合と土方成美の両教授を休職させるというものだったが、あくまで「異例中ノ異例」として認められた措置であり、それぞれの側に与した人々の反発は大きかった（平賀粛学）。文部大臣への上申がなされて間もなく、両派合わせて13名の教官と1名の非常勤講師が辞意を表明する事態に発展し、永雄は河合の側へ同調する形でこの中に名を連ねた。これは学部長舞出長五郎の対応に不満を抱いたためとされ、「辭職理由の心覺え書」と題した文章を知人へ送付し、その内容は新聞にも掲載された。のち、2月25日になって永雄は東京帝国大学から解嘱され、1年あまりで母校の教壇を去ることとなった。
同年4月、拓殖大学専門部の教授を兼任し、専門部長に任命された。7月、同大学弁論部長として学生を引率し、福島県、山形県、秋田県への弁論旅行に立つ。1940年（昭和15年）5月、同大学研究所の所員を兼務。1941年（昭和16年）5月、満州移住協会の常務理事を任期満了で退任し、理事となった。1942年（昭和17年）6月に拓殖大学研究所第一部長へ昇格し、11月から1946年（昭和21年）3月まで大学の評議員を務めた。1944年（昭和19年）5月、愛鷹山拓南訓練所で「大国家創造と植民政策」および「植民と移民」について講義した。

### 戦後
1945年（昭和20年）、日本が第二次世界大戦に敗れたことで、戦争協力者とされた人々の公職追放が行われることになる。永雄は満州移住協会が刊行していた月刊誌『開拓』の編集責任者だったため、こうした経歴からG項「その他の軍国主義者」に該当し、12月を以て追放対象に指定された。1946年（昭和21年）4月、拓殖大学と拓殖専門学校の教授を兼任するが、すぐ5月に「終戦後の国情に鑑み」てこれらを辞職した。職を失い、基本的には自宅で閑居していたようだが、1947年（昭和22年）の9月から10月にかけて漁業地の開拓準備のため、北海道へ視察に出向いたことが確認できる。

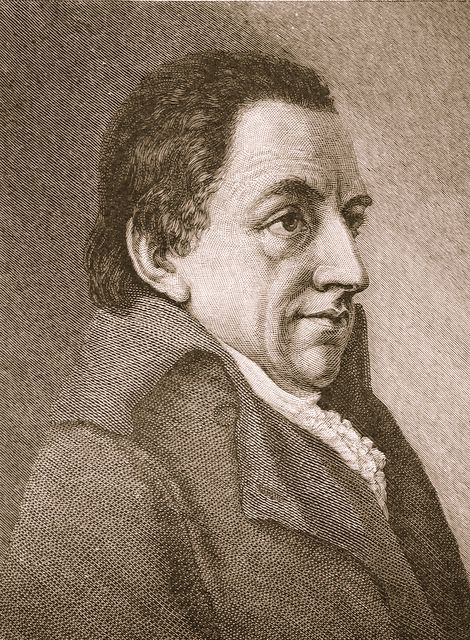
フィヒテ

追放中の1949年（昭和24年）7月初旬、ヨハン・ゴットリープ・フィヒテの代表的な著作である『ドイツ国民に告ぐ』の翻訳作業に着手した。同書は1807年から翌1808年にかけて、ナポレオン占領下のベルリンでフィヒテが毎週日曜日に行った講演の記録であり、ドイツ国民文化の優秀さを強調しつつ、それを全国的に広めることがドイツを再興する上で重要だと述べた内容となっていて、ドイツ国民に大きな影響を与えた。1950年（昭和25年）7月31日、永雄は1年をかけておおよその訳出を終え、1953年（昭和28年）5月10日になってようやく出版に至った。この作業にあたっては、永雄と入れ替わる形で1931年（昭和6年）に調査局へ入り、後に三菱経済研究所常務理事となる佐倉重夫の助言を得たという。また、伊藤武雄や大内兵衛の協力を仰ぎ、法政大学出版局から発行する運びとなったらしい。ただ永雄は、改訂の余地があると考え、折を見て検討を進めた。
1951年（昭和26年）4月に富士短期大学が創立されると、追放中の身ながら教授に就任し、経済政策を講じた。そして6月に追放解除となるや、1952年（昭和27年）4月に立正大学講師、10月15日に近畿大学商経学部教授へ招聘される。特に後者は死去するまで在職し、移植民論を始め、経済政策原理や貿易政策および世界経済学を担当していた。なお、この講義は毎月一回だった。1953年（昭和28年）4月、富士短期大学大世学院教授となる。
1954年8・9月、「フィヒテ独逸國民に告ぐと日本國憲法の廢止」と銘打った論文を雑誌『桃李』41・42号に掲載。これは『駒沢哲学』の第1巻と第2巻にも分けて掲載されたが、この頃から講演活動を熱心に行う。その一例として、1955年（昭和30年）1月20日から2月13日にかけて、自宅に東京大学の学生など20名を招いて『ドイツ国民に告ぐ』の講義を行ったことが挙げられる。3月に入り、駒澤大学研究雑誌の顧問へ就いた。そして日本国憲法下の社会に対するかねてよりの憂国慨世の念が昂じ、日本憲法確立同盟の設立を構想する。5月4日に趣意書を起草し、5月21日に丸山鶴吉、池田清、大津敏男、菅原裕、村尾次郎、三潴信吾、長尾郡太、木下義介、井上孚麿らと協議に及んだ。翌1956年（昭和31年）4月7日に至り、虎ノ門の共済会館講堂で日本憲法確立同盟の結成大会を開催した。こうして同団体の専務理事となり、機関誌『研究彙報』を創刊して毎号に自ら執筆した論文を寄せた。1957年（昭和32年）には紀元節復活運動を開始した。
1958年（昭和33年）7月、校正を続けていた『ドイツ国民に告ぐ』の「改譯並註解」版を講談社より上梓し、10年弱にわたったフィヒテの研究を成し遂げた。しかし、ほぼ時を同じくして直腸癌に倒れ、国立東京第二病院に入院した。開腹手術を受けて11月に退院し、再び従前通りの活動を展開する。1959年（昭和34年）2月、「紀元節奉祝の原理」という論文を執筆し、直後に行われた憲法発布70周年記念会へ世話人の立場で顔を見せる。この席で神道思想家の東京帝国大学名誉教授・筧克彦に尋ね、孔子と老子の思想が同じだという自説に確信を得た（但し、筧の専門は法学である）。
1960年（昭和35年）、静岡県への講演旅行を終えた後に病状が急変。2月10日午前8時45分、東京都世田谷区北沢の自宅において、尿毒症と脳出血のため死去。満76歳没。雄邦会から送られたばかりの喜寿祝いの祝着を身につけて眠っていた。2月13日に自宅で葬儀が営まれ、一周忌を前にした翌1961年（昭和36年）2月5日、豊島区駒込の染井霊園に埋骨された。また、故郷の京都府竹野郡丹後町 （現京丹後市）墨吉の浦への分骨が行われた。

## 業績・評価

### 総論

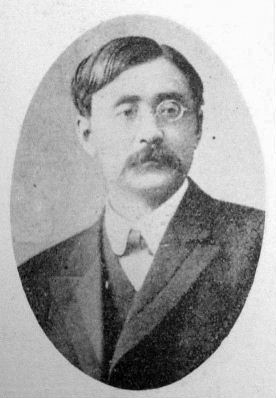
新渡戸稲造

経済学者として植民政策学を専門に扱い、その学術的な発展に大きく寄与した。そもそも、日本における学問として植民政策が公に認識されるようになったのは、1909年（明治42年）5月24日の勅令第百四十一号によって「殖民政策講座」が東京帝国大学法科大学の学科へ追加されたことに求められる。これは、日清・日露の両戦争の結果として植民地を保有する状況となり、同分野が社会に必要とされたためである。しかし、それが故に体系的に整理された学問とは言い難く、同講座の担任教授へ就任した新渡戸稲造によって探究が進められた。永雄はこの後を受けて、体系だっていなかった植民政策学の内、政策科学的な側面を積極的に継承しつつ発展させていったと評価される。具体的には、博士号を取得した学位論文からも分かるように、満鉄という対象から独自に構想を広げたものだった。
しかし、長い戦後社会において、永雄へ言及した例は数少ないのが実情でもある。池田憲彦の分析では、1978年（昭和53年）1月から翌1979年（昭和54年）5月まで『週刊朝日』上で連載された『実録・満鉄調査部』で大川周明を東亜経済調査局へ入職させた人物として、僅かに引き合いに出された程度だという。これだけでは永雄が学者として成し遂げた業績は確認できず、現在では忘れられた政策家・活動家だと述べられている。その一方で、昭和史で決定的な位置を占めている大川と歩んだ道は基本的に同質であり、永雄の世界政策的な認識などから、全く遜色ないどころかリアル・ポリティクスの把握においては、彼に優越していたとの考察を行っている。実際、共に教員として富士短期大学へ勤務した村尾次郎は次のように永雄のことを褒め称えている。

### 矢内原忠雄への批判

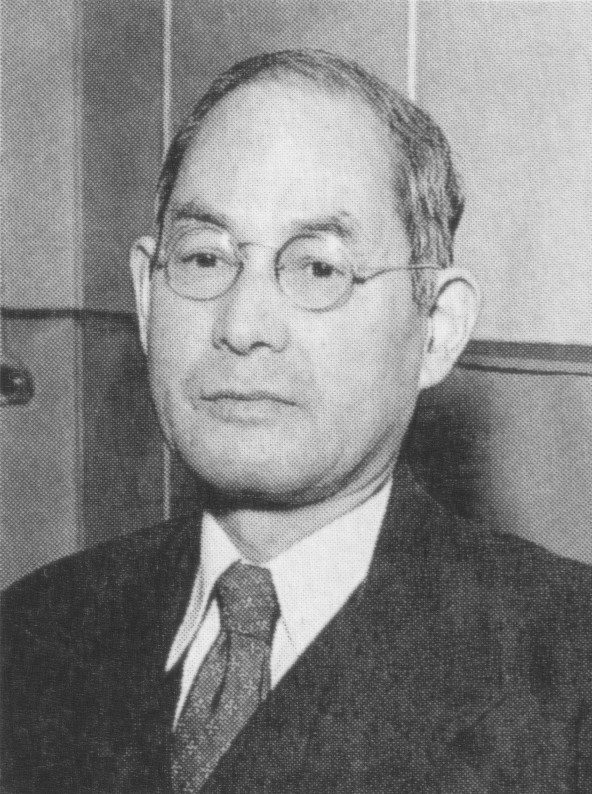
矢内原忠雄

永雄が残した研究業績は、同じく植民政策学を専門とした矢内原忠雄の学説としばしば比較され、決定的な相違点を認められる。矢内原は「植民、植民地、及び植民政策」を基本の用語に据え、どのように植民の事象を捉えるべきか明示しているが、特に植民地を「植民的活動の行わるる地域」と定義づけ、植民政策の主体は植民者とその母体たる社会群（本国）にあるとしている。その上で、後者の主体は「国家たると公私団体たるとを問わない」とも書いた。一方の永雄はツエプフルの「世界経済的及び世界政策的自覚をもつ国家の外部的行政地域」という植民地の定義に基づき、独自に植民地鉄道の要素を加えることで植民政策を論じた。矢内原はツエプフルの主張に限界があると考えていたため、永雄はこうした解釈を批判したのである。
具体的には、矢内原が植民と移民の本質的区別を否定したことに対し、「何が故に植民という概念が最も基礎的であるのか。植民の行われる地が植民地であるのか。植民に関する政策が植民政策であるのかということについては、一言も説明していない」と反論し、これでは定義になっていないと断じた。つまり、例えば相当数の日本人が移住したハワイと満州はこの論理では植民政策上同じ地域となり、更には流民と植民も同一視されてしまいかねず、政策が何を意味するのか疑念が生じるという訳である。新渡戸稲造もこの概念を明確に分けていたこともあり、そのため永雄は、矢内原が植民を政策的に受け止めていないと見做すに至った。こういった批判は、1944年（昭和19年）9月に有斐閣より刊行した『日本植民政策の動向』で舌鋒鋭く展開されたが、その背景には矢内原の学者然とした傍観的な態度を嫌ったことがあると言われる。
両者の議論に大きな乖離が見られた理由として、それ以前の視座が全く異なっていた点が指摘されている。池田は、日本国家という具体ではなく、抽象的な現象の普遍性を重視していた矢内原と、世界人ではなく日本人として研究を行うべきだと述べた永雄の差異に言及した。そして、永雄が主張していた植民的な発展を促す国民的な自覚というものを、矢内原が理解できなかったことに素因を求めている。これは、「獲得したる植民地は、一日も速やかに之を喪失し得るに至らしむるのが、之が植民地に対する統治権運用の最高政策であると信ずる」というような永雄の記述に基づいた解釈であり、新渡戸も永雄も植民地を収奪対象とは考えていなかったと結論づけた。だからこそ永雄は矢内原の学説に反対し、「植民地に対する政策の否定者」と論難するに至ったのである。
いずれにしても、新渡戸の後任として東京帝国大学経済学部（法学部より分離）で行われていた「殖民政策講座」の担当教授に就いた矢内原は、官学における植民政策学の権威的存在となっていった。その講義をまとめて1926年（大正15年）6月に有斐閣より出された『植民及植民政策』の内容は、永雄が拓殖大学で行っていたそれとは大幅に異なる叙述がなされており、定本として用いられていたのも事実と言える。そうした状況は、矢内原の筆禍事件に伴う辞職によって変動するが、同講座を引き継いだ人物が永雄だったことは、一種の因縁めいた経過と呼べる。矢内原は最後の講義にあたり、「学問本来の使命は実行家の実行に対する批判であり、常に現実政策に追随してチンドン屋を勤めることではない」と述べているが、彼の発想などからは永雄がそのチンドン屋の典型に該当するという見方もある。

## 人物

### 人物評
若年期から岡田虎二郎へ師事し、その人柄に心酔して一生涯「岡田先生」と仰ぎ、全く変わることがなかった。それは遺稿集に収録された「岡田虎二郎先生の追憶」からも見ることができ、教えに基づいた丹田呼吸法によって集中力を養っていた。加えて、毎朝冷水浴を行って健康を維持していたとも述べられている。また、芸術への造詣が非常に深く、この上なく愛していたと言われる。そうした永雄の様子は、村尾次郎が次のように回想している。
この論評を示すかのように、永雄は村尾へ贈った自身の訳注本『獨逸國民に告ぐ』に以下の三首を墨書しており、これらが遺詠として死去した年の『富士論叢』（永雄が戦後に教授を務めた富士短期大学の紀要）に掲載されている。
- 「胸の火は 雪もて消ちつ ことわりを ことこまやかに 語りきかせむ」
- 「わが魂を 彼等の魂に うちつけて 火花いでよと うちみまもれる」
- 「追放の 日永のひまの 徒然に つづりつづけし ふみならなくに」

職場に視点を移すと、1920年（大正9年）に東亜経済調査局へ入り、後年に朝日新聞社へ移って主筆・緒方竹虎の下で副主筆となった嘉治隆一は、永雄が主事を務めていた時期の同局の雰囲気について、以下の通り書き記している。
更に、ノンフィクション作家の草柳大蔵は、著作の一つである『実録・満鉄調査部』で調査局に触れた際、大川周明を推薦した人物として永雄を取り上げている。そして後の述懐という形で「おれは国士なんだが、間違って学者になった」なる発言を紹介している。これについて池田憲彦は、当時の列強諸国から侮られることのない国家として、近代日本をいかに構築するかを学問上の厳然とした関心事項に据えていたことが、この内容に繋がってくると考えている。つまり、個人的な感傷を除いて事実認識に徹するという、課題への政策科学的な接近方法が永雄の基本的見地であり、小日本主義のようなものは現実離れした戯言としか受け取れなかったのだろうとする。しかし、こうした主張の根拠そのものが公職追放の対象とされたのも事実だという。
戦後にフィヒテの『ドイツ国民に告ぐ』を訳出する作業へ没入した背景には、「ドイツ人とはドイツ語を話し解する人々」というフィヒテの主張への共感があった。だからこそ、日本人も日本語によって思惟し、日本語的に行動するものだと考えた。そして、日本語として全くこなれていない日本国憲法を放置していては、日本人が日本人でなくなると危惧したのが、永雄が憲法問題へ熱心に取り組んだ理由だとされる。
妻に貞子を娶るが、1929年（昭和4年）3月9日に「二旬にも足らざるかりそめの病」のため、死別している。前年に学位論文を書き上げて東京帝国大学経済学部へ提出した際、これが通過した暁には策郎の母・すゑ子と貞子の母・つる子の霊前に捧げようと話していたが、実際に学位を取得した時は策郎一人となっていた。このため、公刊された博士論文の前書きには、右の二名に加えて貞子にも捧げるものだという記載がある。

### 大川周明との関わり

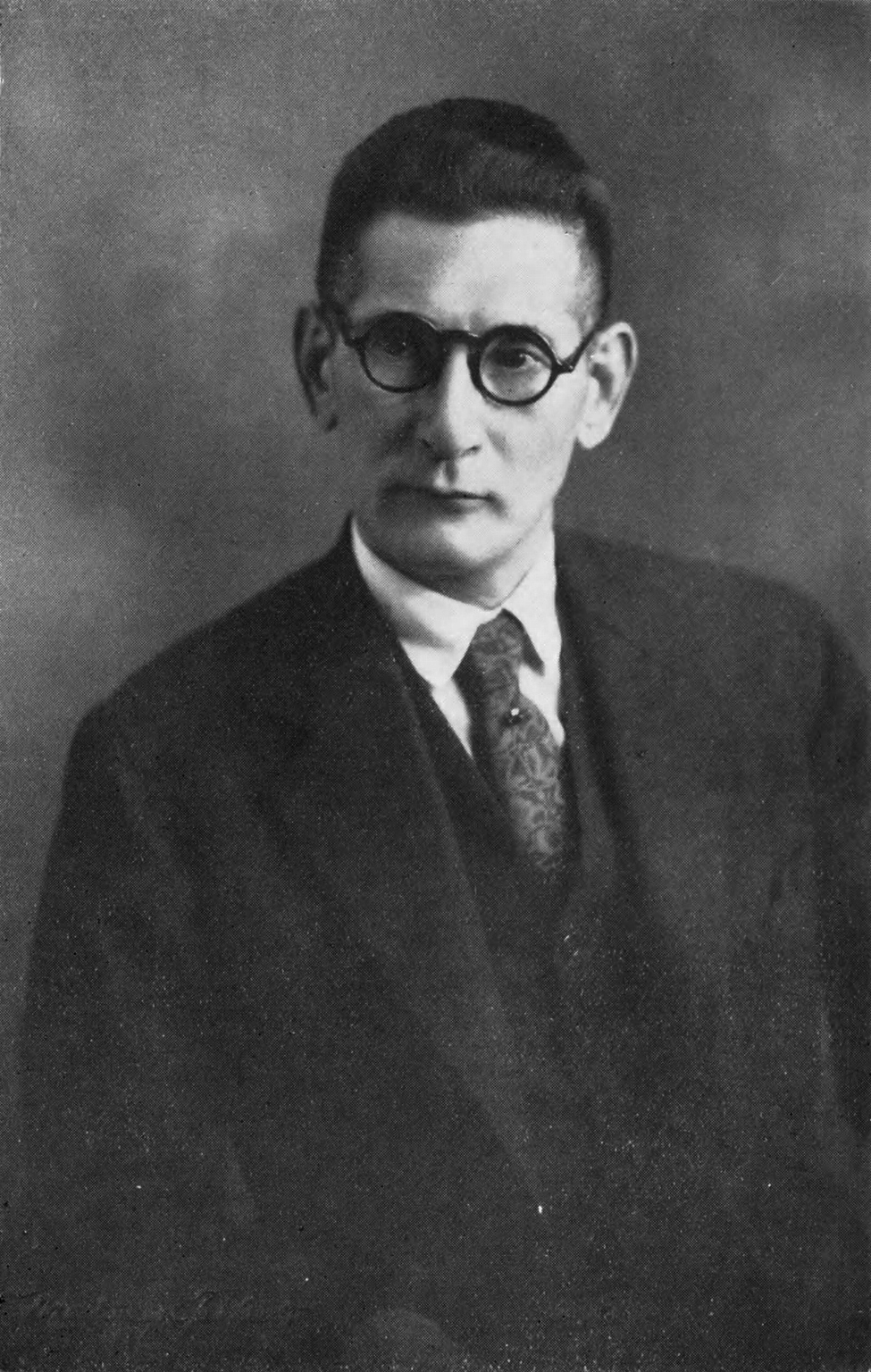
大川周明

大川周明とは第五高等学校時代の同級生であり、浅からぬ間柄にあった。共に浪人した経験を持ち、東京帝国大学では永雄が修業年限4年の法科、大川が同3年の文科に在籍していたが、大川が病気の影響で1年遅れたため、1911年（明治44年）に揃って卒業している。キャリア的な側面で言っても、大川を編輯課長として東亜経済調査局に入れることで世間に出す契機を作ったのは永雄だった。
しかし、大川が北一輝との交流を通してその思想に染まっていったことで、次第に永雄の批判が向くようになる。戦後、大川の死から2年と経たずに発表した「日本改造法案大綱と大川周明博士」と題する論文においては、「一度親交あつた人のことを書く場合には悪声をはなつと誤解せらる恐れある」としながらも、「さればとて書かねば、史実は永遠に湮滅することになる」と断って議論を始めている。この中で、1921年（大正10年）頃に大川が調査局で口癖のように語っていた主張を、「詩人的空想の夢遊病的寝言としか、値ぶみせなかった。石井成一君や佐倉重夫君も私と同意見であつたと信ずる」、「詩人的空想の夢遊病的革命家大川君」などの表現で批判している。池田憲彦はこの点について、大川と比べて現実の近代経済史を知っていたが故に、北の述べる経済政策が現実的には難しいものと見抜いていたのだと評した。
大川を調査局へ推薦したことにより、北の思想が軍人の間で広まる端緒を開いた経緯について、同論文の中で「私が日本改造法案大綱の思想を愚劣視し、冷笑の態度をとつて居るうちに大事は進行してしまつた。私はいまに至つて私の責任の重大を痛感して居る」と振り返っている。そして、日本改造法案大綱が流布する前は「世論に惑はず政治に拘はらず〔ママ〕」を旨とした軍人勅諭の原則がよく守られていたものの、従来の雰囲気が一変してクーデターの動きが活発になってしまったと述べている。つまり、永雄は国家機構の根幹が自己管理能力を喪失していたと考えたらしい。
だが、池田は永雄による大川への批判はあたっていると認めつつも、北と大川の二人を中心に歴史が展開していたかのような錯覚を与える可能性を指摘する。その上で、これは永雄の身近に大川がいたため、そうした視点から昭和史を見過ぎたことに起因するのではないかという考察を加えている。

## 著作

### 学位論文
- 「植民地鐵道の世界經濟的及世界政策的研究乃至植民地鐡道の外的研究」、東京帝国大学〈博士学位論文〉［報告番号不明］、1930年8月1日、NAID 500000494887。

### 単著
- 『歐米諸國經濟調査機關の施設及批判』南滿洲鐡道株式會社東亞經濟調査局〈經濟資料第拾卷第拾壹號附録〉、1924年11月。
- 『植民地鐵道の世界經濟的及世界政策的研究』日本評論社、1930年12月。
- 『日本植民政策の動向』有斐閣、1944年9月。
- 永雄策郎先生遺稿出版会編纂 編『日本人の肉眼』講談社、1961年5月。

### 共著
- 上田, 貞次郎、高垣, 寅次郎、東畑, 精一共著 編「滿洲問題 : 太平洋外交の原理原則と滿洲事変の意義及其の帰結」『世界恐慌』日本評論社〈現代經濟學全集 28〉、1932年10月。

### 編著
- 永雄策郎 編『滿洲農業移民十講』橋本傳左衛門、加藤完治、永雄策郎監修、地人書館、1938年9月。

### 訳書
- アダム・スミス『富國論』赤城正蔵〈アカギ叢書 98〉、1914年12月。
- フィヒテ『獨逸國民に告ぐ』（飜譯並註解）法政大学出版局、1953年5月。
- フィヒテ『獨逸國民に告ぐ』（改譯並註解）講談社、1958年7月。